# 이그님브라이트

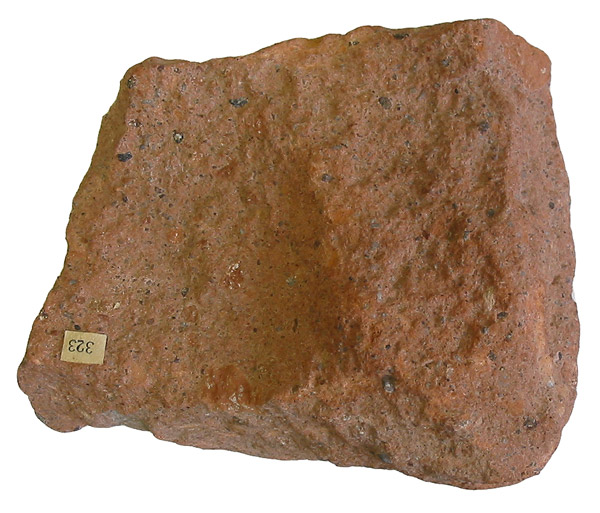
이그님브라이트 표품

이그님브라이트(ignimbrite)는 주로 데사이트질 혹은 유문암질 성분의 화성쇄설 화산암이다.
이그님브라이트는 주변 대기보다 매우 높은 밀도 때문에 화산 입자와 뜨거운 가스가 부유된 상태로 화산 사면을 따라 급속히 흐르는 부석이 많은 화성쇄설밀도류 혹은 화성쇄설류가 퇴적된 것이다.
이그님브라이트는 화산재(화산재가 암석이 되면 '응회암'이라 한다), 부석 라필리(lapilli), 암석 파편이 분급이 매우 불량하게 혼합된 것이다. 화산재(ash)는 유리 샤아드(shards)와 결정 조각들이고, 헐겁고 미고화된 이그님브라이트는 암석화(고화)되어 라필리응회암이 된다. 이그님브라이트는 미고결된 상태나 고결된 상태 둘 다에 사용된다.
분출지 근처에서의 이그님브라이트는 보통 두껍게 암석질 암괴가 모여있고, 멀어질수록 부석은 중간 정도의 두께에 둥근 암괴로 (또는 왕자갈) 모여있다.
'이그님브라이트'('ignimbrite')는 '불덩이의 암석, 먼지구름'에서 유래되었다. 'igni'는 라틴어로 '불'이고, 'imbri'는 '비'를 뜻한다. 굉장한 분출에 의해 화산의 사면을 따라 화성쇄설 화산재와 라필리, 암괴가 화산의 사면을 따라 흘러서 형성되었다.
이그님브라이트는 성분과 밀도에 따라 백색, 회색, 분홍색, 베이지색, 갈색 혹은 검은색을 나타낸다.
밝은 이그님브라이트는 주로 데사이트질 혹은 유문암질이고 어두운 색의 이그님브라이트는 단단히 용결된 유리질암(vitrophyre)이거나 드물기는 하지만 성분이 고철질인 경우다.

## 참고 문헌
- Cannon, E. (2002년 4월 28일). “The Mid-Tertiary Ignimbrite Flare-Up”. University of Colorado Boulder. 2016년 4월 21일에 원본 문서에서 보존된 문서. 2016년 8월 24일에 확인함.
- Sparks, R. S. J. (1976). “Grain size variations in ignimbrites and implications for the transport of pyroclastic flows”. 《Sedimentology》 23 (2): 147–188. Bibcode:1976Sedim..23..147S. doi:10.1111/j.1365-3091.1976.tb00045.x.
- Dictionary of New Zealand Biography, Patrick Marshall 1869-1950, http://www.dnzb.govt.nz/dnzb/default.asp?Find_Quick.asp?PersonEssay=3M44